# Teoria da Atividade Histórico-Cultural
A Teoria da Atividade Histórico-Cultural (CHAT, TAHC) é uma estrutura teórica que ajuda a compreender e analisar a relação entre a mente humana (o que as pessoas pensam e sentem) e a atividade (o que as pessoas fazem). Suas origens remontam aos fundadores da escola histórico-cultural da psicologia russa Lev Vygotsky e Alexei Leontiev. A premissa inicial de Vygotsky sobre a dinâmica da consciência foi que ela é essencialmente subjetiva e moldada pela história da experiência social e cultural de cada indivíduo. Especialmente desde a década de 1990, a CHAT atraiu um interesse crescente entre acadêmicos em todo o mundo. Ela também foi descrita como "um quadro interdisciplinar para estudar como os humanos transformam propositadamente a realidade natural e social, incluindo eles próprios, como um processo contínuo cultural e historicamente situado, material e socialmente mediado ". As ideias centrais são: 1) os humanos agem coletivamente, aprendem fazendo e se comunicam por meio de suas ações; 2) os humanos criam, empregam e adaptam ferramentas de todos os tipos para aprender e se comunicar; e 3) a comunidade é fundamental para o processo de construção e interpretação de significado - e, portanto, para todas as formas de aprendizagem, comunicação e ação.
O termo CHAT foi cunhado por Michael Cole e popularizado por Yrjö Engeström para promover a unidade do que, na década de 1990, havia se tornado uma variedade de correntes que remontam ao trabalho de Vygotsky.

## Visão histórica

### Origens: Rússia revolucionária
A CHAT traça sua linhagem com o materialismo dialético, a filosofia alemã clássica, e o trabalho de Lev Vygotsky, Aleksei N. Leontiev e Aleksandr Luria, conhecido como "a troika fundadora" da abordagem histórico-cultural  da psicologia social . Em um afastamento radical do behaviorismo e da reflexologia que dominaram grande parte da psicologia no início dos anos 1920, eles formularam, no espírito das Teses sobre Feuerbach, o conceito de atividade, ou seja, "ação mediada por artefato e orientada para o objeto " Ao reunir a noção de história e cultura na compreensão da atividade humana, eles foram capazes de transcender o dualismo cartesiano entre sujeito e objeto, interno e externo, entre pessoas e sociedade, entre a consciência interna individual e o mundo externo da sociedade. Lev Vygotsky, que fundou a psicologia histórico-cultural, com base no conceito de mediação, publicou seis livros sobre temas de psicologia durante uma vida profissional que durou apenas dez anos. Ele morreu de tuberculose em 1934, aos 37 anos. AN Leont'ev trabalhou com Vygotsky e Alexandr Luria de 1924 a 1930, colaborando no desenvolvimento de uma psicologia marxista. Leontiev deixou o grupo de Vygotsky em Moscou em 1931, para assumir um cargo em Kharkov. Lá, ele foi acompanhado por psicólogos locais, incluindo Pyotr Galperin e Pyotr Zinchenko . Ele continuou a trabalhar com Vygotsky por algum tempo, mas, eventualmente, houve uma divisão, embora eles continuassem a se comunicar uns com os outros sobre assuntos científicos. Leontiev voltou a Moscou em 1934. Ao contrário da crença popular, a obra de Vygotsky em si nunca foi proibida na Rússia soviética Em 1950, Leontiev tornou-se chefe do Departamento de Psicologia da Faculdade de Filosofia da Lomonosov Moscow State University (MGU). Este departamento tornou-se um corpo docente independente em 1966 devido principalmente ao seu trabalho árduo. Ele permaneceu lá até sua morte em 1979. A formulação de Leontiev da teoria da atividade, após 1962, tornou-se a nova base "oficial" da psicologia soviética. Nas duas décadas entre o decréscimo da censura na investigação científica na Rússia e a morte dos continuadores de Vygotsky, contato foi feito com o Ocidente.

### Desenvolvimentos no Ocidente
Michael Cole, então um jovem estudante de intercâmbio de pós-graduação em psicologia da Universidade de Indiana, chegou a Moscou em 1962 para um período de pesquisa de um ano com Alexandr Luria. Ciente do abismo entre a psicologia soviética e a americana, ele foi um dos primeiros ocidentais a apresentar a ideia de Luria e Vygotsky a um público anglo-saxão. Isso e um fluxo constante de livros traduzidos do russo garantiram o estabelecimento gradual de uma sólida base de psicologia cultural no oeste. Outro estudioso americano, James V. Wertsch, após completar seu PhD na Universidade de Chicago em 1975, passou um ano como pós-doutorado em Moscou para estudar linguística e neuropsicologia. Wertsch posteriormente se tornou um dos principais especialistas ocidentais em psicologia soviética. O principal entre os grupos que promovem pesquisas relacionadas ao CHAT é o CRADLE de Yjrö Engeström, com sede em Helsinque. Em 1982, uma Conferência de Atividades, alegadamente a primeira do gênero na Europa, organizada por Yrjö Engeström para se concentrar em questões de ensino e aprendizagem, aconteceu em Espoo (Flórida), com a participação de especialistas de países da Europa Oriental e Ocidental . Isso foi seguido pela Conferência de Aarhus (Dk) em 1983 e pela conferência de Utrecht (Nl) em 1984. Em outubro de 1986, a Faculdade de Artes de Berlim Ocidental sediou o primeiro ISCAR Congresso Internacional de Teoria da Atividade. Esse também foi o primeiro esforço para reunir sob o mesmo teto pesquisadores, teóricos e filósofos que trabalhavam na tradição dos psicólogos soviéticos Leontiev e Vygotsky. O segundo congresso ISCRAT ocorreu em Lahti, (Flórida) em 1990. ISCRAT tornou-se uma organização legal formal com seu próprio estatuto em Amsterdã, 1992. Outras conferências ISCRAT: Roma (1993), Moscou (1995), Aarhus (1998) e Amsterdã (2002), quando o ISCRAT e a Conferência para Pesquisa Socio-Cultural se fundiram no ISCAR. A partir daqui, a ISCAR organiza um Congresso internacional a cada três anos: Sevilla (Es) 2005; San Diego (EUA) 2008; Roma (It) 2011; Sydney (Au) 2014; Quebec, Canadá (2017).
Em anos mais recentes, as implicações da teoria da atividade no desenvolvimento organizacional foram promovidas pelo trabalho da equipe de Yrjö Engeström no Centro de Teoria da Atividade e Pesquisa do Trabalho de Desenvolvimento (CATDWR)  na Universidade de Helsinque, e Mike Cole no Laboratório de Cognição Humana Comparada (LCHC) no campus da Universidade da Califórnia em San Diego.

### As três gerações da teoria da atividade
Em 1987, "Aprendendo por expansão", Engeström oferece um relato muito detalhado das diversas fontes, filosóficas e psicológicas, que informam a teoria da atividade. Nos anos subsequentes, no entanto, um quadro simplificado emergiu de seu trabalho e de outros pesquisadores, a saber, a ideia de que (até o momento) existem três 'estágios' ou 'gerações' de teoria da atividade, ou "histórico-cultural teoria da atividade (CHAT). Enquanto a primeira geração se baseou na noção de Vygotsky de ação mediada, da perspectiva do indivíduo, e a segunda geração se baseou na noção de Leont'ev de sistema de atividade, com ênfase no coletivo, a terceira geração, que apareceu em meados de anos noventa, baseia-se na ideia de múltiplos sistemas de atividade interagindo focados em um objeto parcialmente compartilhado e nas fronteiras entre eles.

### Primeira geração - Vygotsky
A primeira geração emerge da teoria da mediação cultural de Vygotsky, que foi uma resposta à explicação da consciência do behaviorismo, ou o desenvolvimento da mente humana, reduzindo a "mente" a uma série de componentes ou estruturas atômicas associadas principalmente ao cérebro como processos de "estímulo - resposta" (SR). Vygotsky argumentou que a relação entre um sujeito humano e um objeto nunca é direta, mas deve ser buscada na sociedade e na cultura conforme elas evoluem historicamente, em vez de no cérebro humano ou na mente individual em si. Sua psicologia histórico-cultural tentou explicar as origens sociais da linguagem e do pensamento. Para Vygotsky, a consciência emerge da atividade humana mediada por artefatos (ferramentas) e signos.

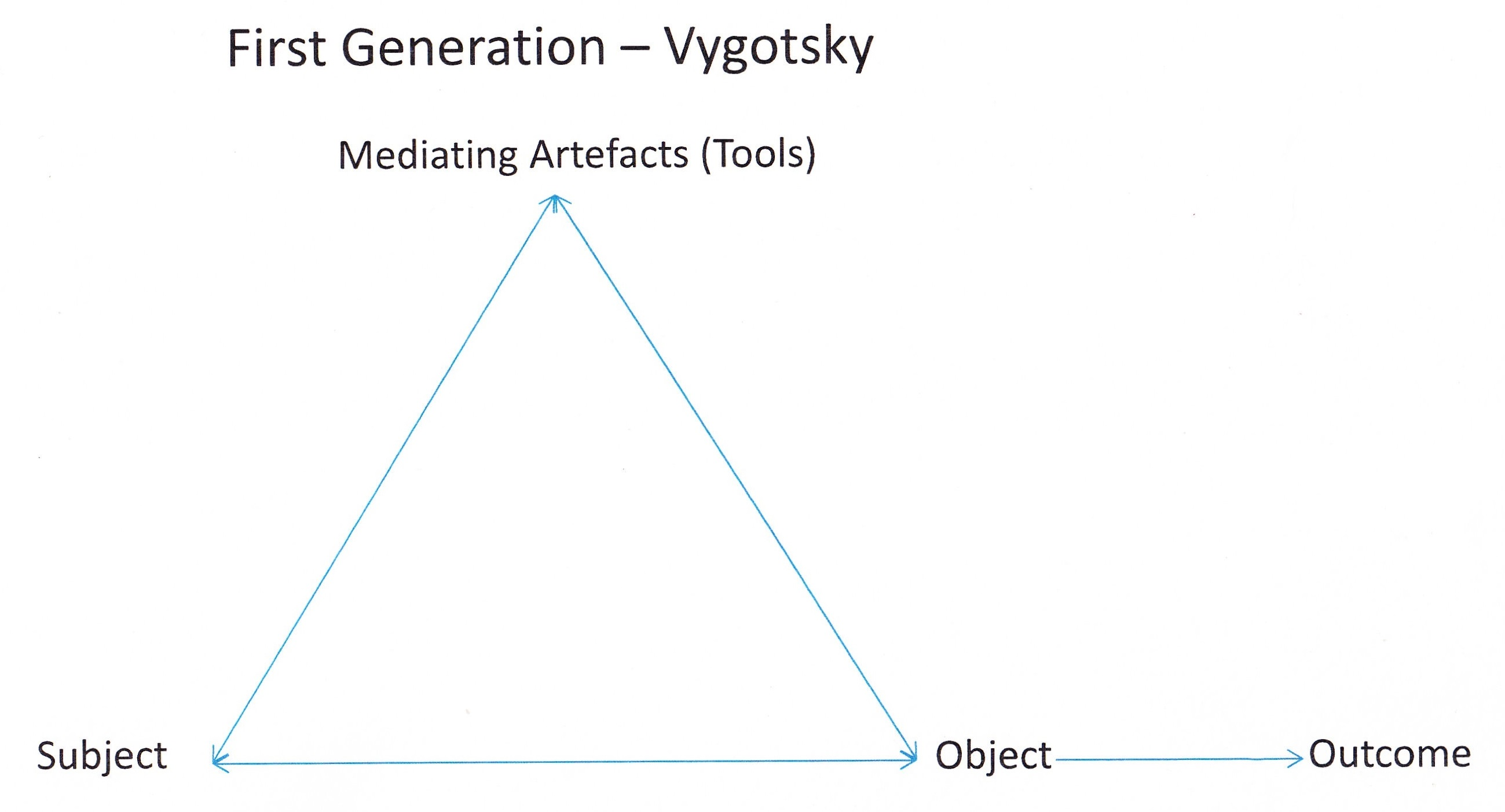
CHAT de primeira geração

Esta ideia de mediação semiótica está incorporada no famoso modelo triangular de Vygotsky que apresenta a tríade Sujeito (S), Objeto (O) e Artefato Mediador:  na ação mediada o Sujeito, Objeto e Artefato se posicionam em uma relação dialética em que cada um afeta o outro e a atividade como um todo. Vygotsky argumenta que o uso de signos leva a uma estrutura específica do comportamento humano, que rompe com o mero desenvolvimento biológico, permitindo a criação de novas formas de processos psicológicos de base cultural - daí a importância do contexto (histórico-cultural): os indivíduos não poderiam não mais ser compreendidos sem seu ambiente cultural, nem a sociedade sem a agência dos indivíduos que usam e produziram esses artefatos. Os objetos tornaram-se entidades culturais e a ação orientada para os objetos tornou-se a chave para a compreensão da psique humana. Na estrutura de Vygotsky, a unidade de análise, entretanto, permanece principalmente o indivíduo. A teoria da atividade de primeira geração tem sido usada para compreender o comportamento individual, examinando as maneiras pelas quais as ações objetivadas de uma pessoa são culturalmente mediadas . Além de um forte foco na mediação material e simbólica, internalização de formas externas (sociais, sociais e culturais) de mediação, outro aspecto importante do CHAT de primeira geração é o conceito de zona de desenvolvimento proximal (ZDP), significando, conforme avançado em Mind in Society (1978), "a distância entre o nível de desenvolvimento real conforme determinado pela resolução independente de problemas e o nível de desenvolvimento potencial conforme determinado pela solução de problemas sob a orientação de um adulto ou em colaboração com pares mais capazes" . ZPD é um dos maiores legados do trabalho de Vygotsky nas ciências sociais.

### Segunda geração - Leontiev

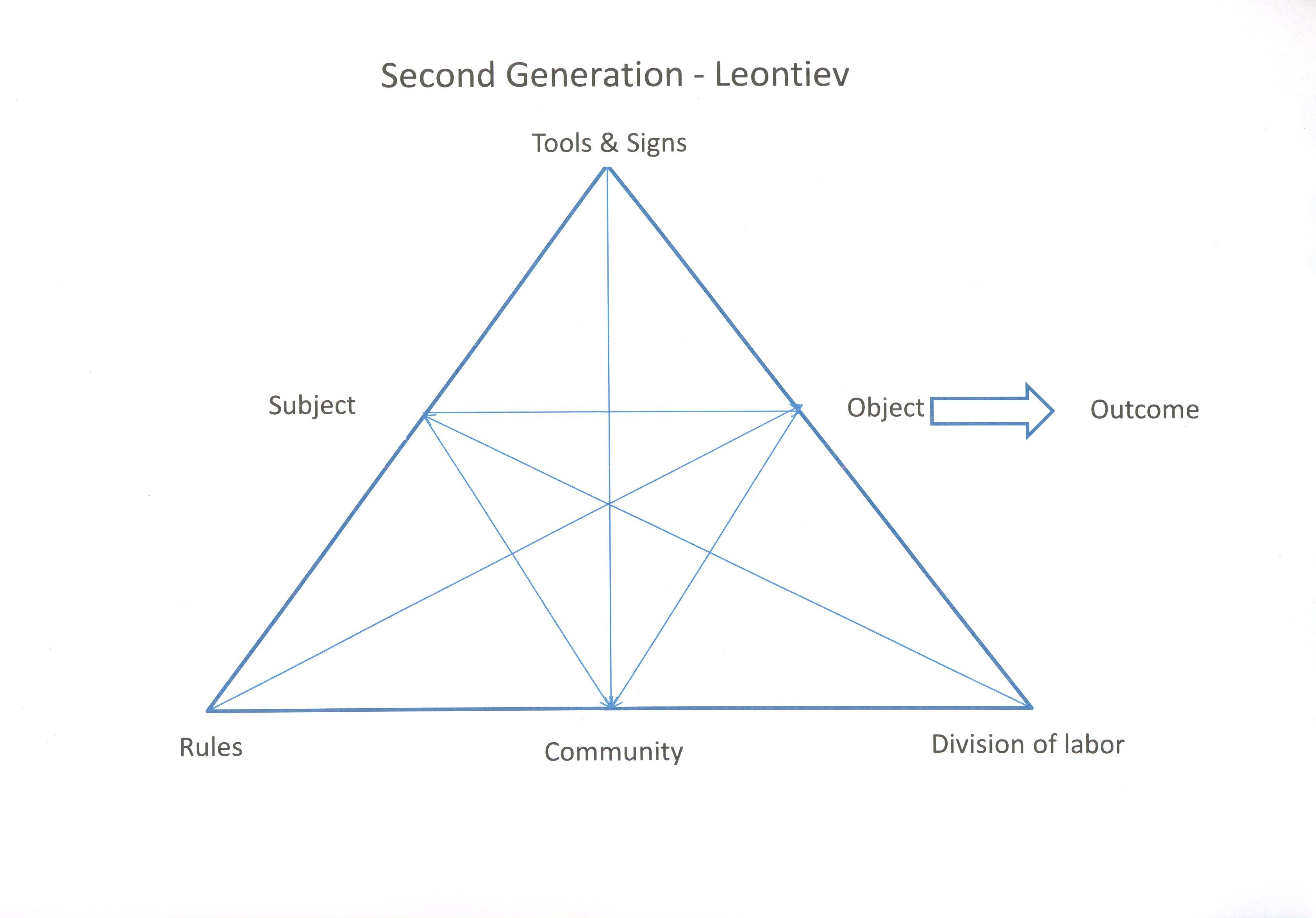
CHAT de segunda geração

Embora Vygotsky formulasse a atividade humana prática como a categoria explicativa geral da psicologia humana, ele não esclareceu totalmente sua natureza precisa. A segunda geração vai além do modelo individual de Vygotsky para o modelo coletivo de Na da atividade de segunda geração, a unidade de análise foi expandida para incluir a atividade motivada coletivamente em direção a um objeto, abrindo espaço para a compreensão de como a ação coletiva por grupos sociais medeia a atividade. Daí a inclusão de comunidade, regras, divisão de trabalho e a importância de analisar suas interações entre si. As regras podem ser explícitas ou implícitas. A divisão do trabalho refere-se à organização explícita e implícita da comunidade envolvida na atividade. Engeström articulou a distinção mais clara entre a psicologia vygotskiana clássica, que enfatiza a maneira como os sistemas semióticos e culturais mediam a ação humana, e o CHAT de segunda geração de Leontiev, que se concentra nos efeitos mediacionais da organização sistêmica da atividade humana.
Ao insistir que a atividade só existe em relação às regras, comunidade e divisão do trabalho, Engeström expande a unidade de análise para estudar o comportamento humano da atividade individual para um sistema de atividade coletiva. O sistema de atividade coletiva inclui as perspectivas sociais, psicológicas, culturais e institucionais na análise. Neste contexto de conceituação ou sistemas de atividade estão inerentemente relacionados ao que Engeström afirma serem as práticas materiais e estruturas socioeconômicas profundamente arraigadas de uma dada cultura. Essas dimensões sociais não foram suficientemente levadas em conta pelo modelo triádico anterior, mais "simples" de Vygotsky:  no entendimento de Leontiev, pensamento e cognição devem ser entendidos como parte da vida social - como parte da meios de produção e sistemas de relações sociais, de um lado, e as intenções dos indivíduos em certas condições sociais, do outro.
Em seu famoso exemplo da 'caça coletiva primitiva', Leontiev esclarece a diferença crucial entre uma ação individual ("o jogo assustador do batedor") e uma atividade coletiva ("a caça"). Embora as ações dos indivíduos (jogo assustador) sejam diferentes do objetivo geral da atividade (caçar), todos eles compartilham o mesmo motivo (obter comida). As operações, por outro lado, são orientadas pelas condições e ferramentas disponíveis, ou seja, pelas circunstâncias objetivas sob as quais a caça está ocorrendo. Para entender as ações separadas dos indivíduos, é preciso entender o motivo mais amplo por trás da atividade como um todo: isso explica os três níveis hierárquicos do funcionamento humano:  motivos relacionados ao objeto impulsionam a atividade coletiva (topo ); os objetivos orientam as ações individuais / em grupo (meio); condições e ferramentas conduzem operações automatizadas (nível inferior).

### Terceira geração - Engeström et al.

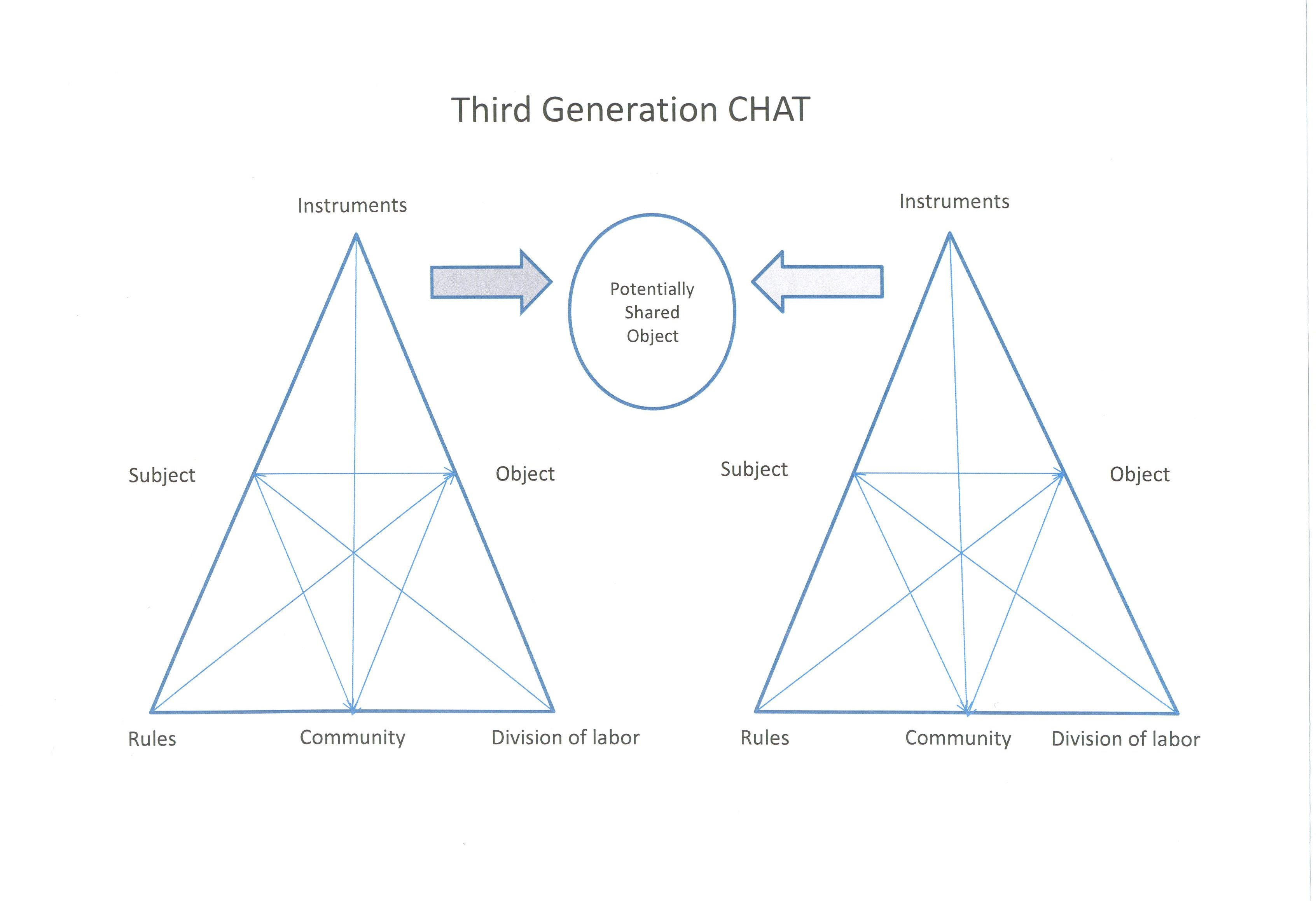
CHAT de terceira geração

Após o trabalho fundamental de Vygotsky sobre as funções psicológicas superiores do indivíduo e a extensão de Leontiev desses insights para sistemas de atividade coletiva, questões de diversidade e diálogo entre diferentes tradições ou perspectivas tornaram-se desafios cada vez mais sérios, quando, especialmente no pós-1990, a teoria da atividade 'internacionalizou-se'. O trabalho de Michael Cole e Yrjö Engeström nas décadas de 1970 e 1980 - principalmente em paralelo, mas ocasionalmente em colaboração - levou a teoria da atividade a um público muito mais amplo de acadêmicos na Escandinávia e na América do Norte. Uma vez que as vidas e biografias de todos os participantes e a história da comunidade em geral são levadas em consideração, sistemas de atividades múltiplas precisam ser considerados, postulando, de acordo com Engeström, a necessidade de uma "terceira geração" para " desenvolver ferramentas conceituais para entender diálogo, múltiplas perspectivas e redes de sistemas de atividade em interação ". Esta tela maior de indivíduos ativos (e pesquisadores) incorporados em práticas organizacionais, políticas e discursivas constitui uma vantagem tangível do CHAT de segunda e terceira geração sobre seu ancestral vygotskyano anterior, que se concentrava na ação mediada em relativo isolamento a teoria da atividade de geração é a aplicação da Activity Systems Analysis (ASA)  na pesquisa de desenvolvimento, onde os investigadores assumem um papel participativo e intervencionista nas atividades dos participantes e mudam suas experiências.
O agora famoso diagrama de , ou triângulo de atividade básica, - (que adiciona regras / normas, relações comunitárias intersubjetivas e divisão de trabalho, bem como sistemas de atividades múltiplas compartilhando um objeto) - tornou-se o principal modelo de terceira geração entre a comunidade de pesquisa para analisar indivíduos e grupos. Engeström resume o estado atual do CHAT com cinco princípios:
1. O sistema de atividade como unidade primária de análise: o modelo básico de terceira geração inclui, no mínimo, dois sistemas de atividade interagindo.
2. Multivocalidade: um sistema de atividade é sempre uma comunidade de múltiplos pontos de vista, tradições e interesses.
3. Historicidade: os sistemas de atividades tomam forma e se transformam ao longo do tempo. Potenciais e problemas só podem ser entendidos no contexto de suas próprias histórias.
4. O papel central das contradições como fontes de mudança e desenvolvimento.[80]
5. A possibilidade de transformação expansiva dos Sistemas de Atividade (ciclos de transformação qualitativa): quando o objeto e o motivo são reconceitualizados, um horizonte radicalmente mais amplo se abre.[80][84]

Na maioria das vezes, os tecnólogos da aprendizagem usaram o CHAT de terceira geração como uma estrutura teórica orientadora para entender como as tecnologias são adotadas, adaptadas e configuradas por meio do uso em situações sociais complexas.

## Informando a pesquisa e a prática

### Leontiev e o desenvolvimento social
A partir da década de 1960, começando no Sul global, e independentemente da linha de desenvolvimento europeu o conceito central de Atividade Objetivo de foi usado em um contexto de Desenvolvimento Social. No método de Capacitação de Grande Grupo da Oficina de Organização atividade objetiva / izada atua como o princípio causal central que postula que, a fim de mudar a mentalidade de (grandes grupos de) indivíduos, precisamos começar com mudanças em sua atividade - e / ou no objeto que "sugere" sua atividade. Na veia leontieviana, o Workshop de Organização trata de atividades mediadas semioticamente por meio das quais (grandes grupos de) participantes aprendem a administrar a si mesmos e às organizações que criam para realizar tarefas que exigem uma divisão complexa de trabalho .

### Pesquisa e prática inspiradas no CHAT desde os anos 1980
Especialmente nas últimas duas décadas, o CHAT ofereceu uma lente teórica que informa a pesquisa e a prática, na medida em que postula que a aprendizagem ocorre por meio de atividades coletivas que são conduzidas propositadamente em torno de um objeto comum. Partindo da premissa de que a aprendizagem é um processo social e cultural que se baseia em conquistas históricas, suas perspectivas baseadas no pensamento sistêmico permitem insights sobre o mundo real.

### Laboratório de Mudança (LM)
O Laboratório de Mudança (LM) é um método baseado em CHAT para intervenção formativa em sistemas de atividade e para pesquisa sobre seu potencial de desenvolvimento, bem como processos de aprendizagem expansiva, formação colaborativa de conceitos e transformação de práticas, elaborado em meados dos anos noventa pelo grupo Finnish Developmental Work Research (DWR) . O método CL depende da colaboração entre os praticantes da atividade que está sendo analisada e transformada e pesquisadores acadêmicos ou intervencionistas apoiando e facilitando os processos de desenvolvimento coletivo. Com base na teoria de aprendizagem expansiva de Engeström, a fundação de uma abordagem de pesquisa intervencionista no DWR foi elaborada na década de 1980 e desenvolvida posteriormente na década de 1990 como um método de intervenção agora conhecido como Laboratório de Mudança . As intervenções de LM são usadas tanto para estudar as condições de mudança quanto para ajudar aqueles que trabalham em organizações a desenvolver seu trabalho, com base na observação participante, entrevistas e gravação e filmagem de reuniões e práticas de trabalho. Inicialmente, com a ajuda de um intervencionista externo, o primeiro estímulo que está além das capacidades presentes dos atores é produzido no Laboratório de Mudança por meio da coleta de dados empíricos de primeira mão sobre aspectos problemáticos da atividade. Esses dados podem incluir casos difíceis de clientes, descrições de distúrbios recorrentes e rupturas no processo de produção do resultado. Etapas no processo de LM:
- Etapa 1: Questionamento;
- Etapa 2: Análise;
- Etapa 3: Modelagem;
- Etapa 4: Exame;
- Etapa 5: Implementação;
- Etapa 6: Refletindo;
- Etapa 7: Consolidação.

Essas sete etapas de ação para maior compreensão são descritas por Engeström como aprendizagem expansiva, ou fases de uma espiral em expansão para fora, enquanto vários tipos de ações podem ocorrer a qualquer momento. As fases do modelo simplesmente permitem a identificação e análise do tipo de ação dominante durante um determinado período de tempo. Essas ações de aprendizagem são provocadas por contradições. LM é usado por uma equipe ou unidade de trabalho ou por parceiros colaboradores além das fronteiras organizacionais, inicialmente com a ajuda de um pesquisador-intervencionista. O método LM tem sido usado em contextos agrícolas, educacionais e de mídia, cuidados de saúde e suporte de aprendizagem.

### Análise de sistemas de atividades (ASA)
A análise de sistemas de atividade é um método baseado em CHAT, discutido em Engeström 1987 / Engeström 1993 e em Cole & Engeström, 1993, para compreender a atividade humana em situações do mundo real com coleta de dados, análise e métodos de apresentação que abordar as complexidades da atividade humana em ambientes naturais visando o avanço da teoria e da prática. É baseado no conceito de ação mediada de Vygotsky e captura a atividade humana em um modelo triangular que inclui sujeito, ferramenta, objeto, regra, comunidade e divisão de trabalho. Os sujeitos são participantes de uma atividade, motivados para um propósito ou realização do objeto. O objeto pode ser o objetivo de uma atividade, os motivos do sujeito para participar de uma atividade e os produtos materiais que os sujeitos ganham por meio de uma atividade. Ferramentas são recursos cognitivos e / ou materiais socialmente compartilhados que os sujeitos podem usar para atingir o objeto. Regras informais ou formais regulam a participação do sujeito durante o envolvimento em uma atividade. A comunidade é o grupo ou organização ao qual os sujeitos pertencem. A divisão do trabalho é a responsabilidade de participação compartilhada na atividade determinada pela comunidade. Finalmente, o resultado são as consequências que o sujeito enfrenta por causa de suas ações impulsionadas pelo objeto. Esses resultados podem incentivar ou dificultar a participação do sujeito em atividades futuras. Na Parte 2 de seu vídeo " Usando a Teoria da Atividade para entender o comportamento humano ", van der Riet 2010 mostra como a teoria da atividade é aplicada ao problema de mudança de comportamento e HIV e AIDS (na África do Sul). O vídeo enfoca a atividade sexual como atividade do sistema e ilustra como uma Análise do Sistema de Atividade, por meio de um relato histórico e atual da atividade, fornece uma maneira de compreender a falta de mudança de comportamento em resposta ao HIV e AIDS. Em seu livro homônimo "Activity Systems Analysis Methods". , Yamagata-Lynch 2010  descreve sete estudos de caso ASA que se enquadram "em quatro grupos de trabalho distintos. Esses grupos incluem trabalhos que ajudam (a) a compreender a pesquisa do trabalho de desenvolvimento (DWR), (b) descrever situações de aprendizagem do mundo real, (c) projetar sistemas de interação homem-computador e (d) planejar soluções para problemas complicados baseados no trabalho " . Outros usos do ASA: Resumindo a mudança organizacional; Identificar diretrizes para projetar Ambientes de Aprendizagem Construtivistas; Identificar contradições e tensões que moldam os desenvolvimentos em ambientes educacionais; Demonstrando os desenvolvimentos históricos na aprendizagem organizacional., e Avaliando as relações de parceria entre escolas e universidades do ensino fundamental e médio.

### Interação humano-computador (HCI)
Quando HCI apareceu pela primeira vez em cena como um campo de estudo separado no início dos anos 1980, HCI adotou o paradigma de processamento de informações da ciência da computação como o modelo para a cognição humana, baseado em critérios prevalentes de psicologia cognitiva, que logo se percebeu, deixou de levar em conta os interesses, necessidades e frustrações dos indivíduos envolvidos, nem do fato de que a tecnologia depende criticamente de contextos complexos, significativos, sociais e dinâmicos em que ocorre. A adoção de uma perspectiva teórica de CHAT teve implicações importantes para a compreensão de como as pessoas usam tecnologias interativas: a compreensão, por exemplo, de que um computador é tipicamente um objeto de atividade, em vez de um artefato mediador, significa que as pessoas interagem com o mundo por meio de computadores, em vez de computador 'objetos'. Uma série de metodologias diversas delineando técnicas para design de interação humano-computador surgiram desde o surgimento do campo na década de 1980. A maioria das metodologias de design se origina de um modelo de interação entre usuários, designers e sistemas técnicos. Bonnie Nardi produziu a - até agora - coleção mais aplicável de literatura teórica de atividades de HCI.

### Teoria da atividade sistêmico-estrutural (SSAT)
O SSAT baseia-se na teoria geral da atividade para fornecer uma base eficaz para os métodos experimentais e analíticos de estudar o desempenho humano, usando unidades de análise cuidadosamente desenvolvidas SSAT aborda a cognição tanto como um processo quanto como um sistema estruturado de ações ou outro funcional unidades de processamento de informação, desenvolvendo uma taxonomia da atividade humana por meio do uso de unidades de análise estruturalmente organizadas. A abordagem sistêmico-estrutural para o projeto e análise de atividades envolve a identificação dos meios de trabalho, ferramentas e objetos disponíveis; sua relação com possíveis estratégias de atividade laboral; restrições existentes no desempenho da atividade; normas e regras sociais; possíveis estágios de transformação do objeto; e mudanças na estrutura da atividade durante a aquisição de habilidades. Este método é demonstrado aplicando-o ao estudo de uma tarefa de interação humano-computador.

## Futuro

### Campo de estudo em evolução
Os pontos fortes do CHAT são baseados em suas longas raízes históricas e amplo uso contemporâneo: ele oferece uma perspectiva filosófica e interdisciplinar para analisar diversas práticas humanas como processos de desenvolvimento em que os níveis individual e social estão interligados, bem como interações e limites -cruzamentos. entre sistemas de atividade Mais recentemente, o foco dos estudos de aprendizagem organizacional tem cada vez mais mudado da aprendizagem dentro de organizações individuais ou unidades organizacionais, para a aprendizagem em redes multiorganizacionais ou interorganizacionais, bem como à exploração e melhor compreensão das interações em seu contexto social, múltiplos contextos e culturas, e a dinâmica e desenvolvimento de atividades particulares. Essa mudança gerou, entre outros, conceitos como "redes de aprendizagem" e " aprendizagem em rede ", coworking e knotworking. A indústria ultimamente tem visto um forte crescimento em firmas não empregadoras (NEFs), graças a mudanças nas tendências de emprego de longo prazo e desenvolvimentos em tecnologia móvel que levaram a mais trabalho de locais remotos, mais colaboração à distância e mais trabalho organizado em torno projetos temporários. Desenvolvimentos como estes e novas formas de produção social ou produção peer baseada em commons, como por exemplo, desenvolvimento de código aberto e produção cultural em redes peer-to-peer (P2P), tornaram-se um foco chave no trabalho mais recente de Engeström .

### "Quarta geração"
O rápido surgimento de novas formas de atividades caracterizadas por práticas sociais e participativas baseadas na web, fenômenos como força de trabalho distribuída e o domínio do trabalho do conhecimento, leva a um repensar do modelo de terceira geração, trazendo com ele a necessidade, conforme sugerido por Engestrōm, de um novo modelo de sistema de atividade de quarta geração. que os teóricos da atividade de fato têm trabalhado nos últimos anos. No CHAT de quarta geração, o objeto (ive) normalmente compreenderá múltiplas perspectivas e contextos e será inerentemente transitório; as colaborações entre os atores também tendem a ser temporárias, com múltiplos cruzamentos de fronteiras entre atividades inter-relacionadas. Os teóricos da atividade de quarta geração desenvolveram especificamente a teoria da atividade para acomodar melhor as percepções de Castells (e de outros) sobre como a organização do trabalho mudou na sociedade em rede: eles, portanto, se concentrarão menos no funcionamento dos sistemas de atividades individuais (frequentemente representados por triângulos) e mais informações sobre as interações entre sistemas de atividade funcionando em redes. O congresso ISCAR 2017 (agosto, Cidade de Quebec) tem o seguinte tema: '' Uma visão 360 ° da paisagem da pesquisa de atividades histórico-culturais: O estado de nossa bolsa na prática.